# 1120
1120 (MCXX) fue un año bisiesto comenzado en jueves del calendario juliano.

## Acontecimientos
- Se crea la orden de los Caballeros del Temple (también llamados templarios) por Hugo de Paganis y varios caballeros franceses con el fin de proteger a los peregrinos en Tierra Santa.
- Galicia - Santiago de Compostela es declarada sede metropolitana.
- San Norberto funda la Orden Premonstratense.
- Alfonso I de Aragón, el Batallador, reconquista Calatayud y los territorios de la Comunidad de Calatayud

## Nacimientos
- Luis VII de Francia, rey de Francia.
- Erico el Santo, rey de Suecia.

## Fallecimientos
- 24 de septiembre - Duque Güelfo II de Baviera.
- 3 de septiembre - Gerardo Sasso fundador de la Orden de Malta.
- 25 de noviembre - Guillermo Adelin.